# 蔡立靖
蔡立靖（英語：Emilio Estevez Tsai，1998年8月6日—），中華民國足球運動員，出生於加拿大，台灣、西班牙混血兒，場上司職中場，也代表中華台北男子足球代表隊出賽。

## 職業生涯

### 早年
蔡立靖的足球生涯起步於怡陶碧谷能量，之後轉隊至克拉克森足球俱樂部。 2017年他錄取了Sheridan學院，且在足球校隊出賽七次並收獲一顆進球。
2018年他效力於安大略甲級聯賽的北密西沙加，共有8次的聯賽出場。他也曾為加拿大足球聯賽的滑鐵盧王權踢球。此外，在同一年裡他曾赴英冠的女王公園巡遊者及西甲的萊萬特試訓。

### 約克九鎮
2018年10月他參加了加拿大超級足球聯賽在多倫多舉行的公開試訓，並得到了球探的高度評價 。2019年2月他加入了約克九鎮 。同年5月4日他在對陣卡加利騎兵的比賽中先發出場，也達成了職業足球生涯首次出賽紀錄。該場比賽送出了一記助攻助球隊進了唯一的一球，終場以1-2告負。
2019年7月28日，對陣哈利法克斯流浪者比賽時76分上陣，於85分時射入於約克九鎮第一顆進球，終場6-2獲得勝利

### ADO海牙
2020年5月，蔡立靖加盟荷蘭甲組足球聯賽的ADO海牙。他加盟海牙後未曾代表成人隊出賽，僅在U21隊出賽短暫的時間。到了翌年1月29日，ADO海牙於官網宣布，雙方達成協議，提前結束合約。

### 奧倫塞
2021年2月2日，加盟西班牙足球丙级联赛的奧倫塞。

### 東方
2022/23球季，蔡立靖加盟香港超級聯賽球隊東方龍獅。

### 標準流浪/大埔
2023/24球季，蔡立靖加盟香港超級聯賽球隊標準流浪。他隨即被外借至大埔。

### 新北航源
2024年6月，蔡立靖從標準流浪離隊，同年7月27日返臺加盟台灣企業甲級足球聯賽航源足球隊，後因蔡立靖僅持中華民國護照，而未持有中華民國國民身分證，須辦理工作證，故在2024年賽季之初未有上場，後於同年9月29日台企甲第三循環第三輪對陣臺北Vikings時首次上陣。

## 國際賽事
他出生於多倫多且父母親分別有著西班牙籍和台灣籍，所以有資格代表加拿大隊、西班牙隊和中華台北隊。
2018年，他在2019年亞足聯亞洲盃外圍賽最後一輪中獲得中華隊首次徵召。還有2019年當他加入約克九鎮不久後，中華隊為了與索羅門隊的友誼賽而徵召了他，但因為受傷以致無法出場。
2019年10月，他於2022年世界盃足球賽亞洲區資格賽中華隊主場隊陣澳洲隊的比賽再次獲得徵召，且於比賽中先發上場。

### 國家隊代表次數
| 中華台北                | 中華台北 | 中華台北 | 中華台北 |
| 年度                    | 出賽     | 進球     | 參考     |
| ----------------------- | -------- | -------- | -------- |
| 2019                    | 3        | 0        | [ 23 ]   |
| 2021                    | 5        | 0        | [ 23 ]   |
| 2023                    | 2        | 0        | [ 23 ]   |
| 總計                    | 10       | 0        | [ 23 ]   |
| 最後更新於2023年6月19日 |          |          |          |

## 外部連結
- Soccerway資料庫：蔡立靖